# (73908) 1997 GS18
(73908) 1997 GS18 – planetoida z pasa głównego asteroid okrążająca Słońce w ciągu 4,69 lat w średniej odległości 2,8 j.a. Odkryta 3 kwietnia 1997 roku.